# Maralinga Tjarutja
Koordinaten: 26° 29′ S, 132° 0′ O

Maralinga Tjarutja (MT) ist ein lokales Verwaltungsgebiet (LGA) im australischen Bundesstaat South Australia und trägt den Sonderstatus einer Aboriginal Community. Das Gebiet ist 102.704 km² groß und hat 59 Einwohner.

## Lage
Maralinga Tjarutja ist auch die Bezeichnung des Stammes der Ureinwohner, die in jenem Gebiet leben und die Community verwalten. Ihr Land liegt an der Westgrenze von South Australia im Outback zwischen der Trans-Australian Railway im Süden und Anangu Pitjantjatjara Yankunytjatjara, einer weiteren Aboriginal Community, im Norden. Die einzige Siedlung der Aborigines ist Oak Valley 29° 26′ S, 130° 44′ O im Zentrum der LGA, etwa 390 km westlich von Coober Pedy und 960 km Luftlinie nordwestlich von Adelaide. Maralinga im Südosten und Emu am Beadell Highway im Nordosten des Gebiets sind zwei ehemalige Basen für Atombombentests der Briten in den 50er Jahren und sind militärische Sperrgebiete unter Staatskontrolle.
Entlang der Nordwest- und Westgrenze der LGA liegt der rechtwinklig verlaufende Streifen des Mamungari Conservation Park mit einer Fläche von 21357,85 km². Der Park ist ein UNESCO-Biosphärenreservat, das von den Maralinga Tjarutja, den Pila Nguru ("Spinifex People") und einem staatlichen Department gemeinsam verwaltet wird und dessen Fläche in der Fläche der LGA enthalten ist. Im Osten schließt sich der Tallaringa Conservation Park an die LGA an.

## Geschichte
In den 1950er-Jahren wurde das Gebiet westlich von Coober Pedy in der südlichen Großen Victoria-Wüste und der Nullarbor-Wüste im Woomera-Sperrgebiet für Atomwaffentests des britischen und australischen Militärs genutzt. Neun große Tests und hunderte kleinerer Experimente wurden zwischen 1953 und 1963 durchgeführt, die die Gebiete um Emu und Maralinga erheblich radioaktiv verstrahlten. Die in dem Gebiet lebenden Aborigines der Pitjantjatjara- und Yankunytjatjara-Stämme durchstreiften zu der Zeit weiterhin das Gebiet. Erst vier Jahre nach Ende der Tests, 1967, wurden die verstrahlten Anlagen entsorgt und die Erde umgegraben. Erst als sich Anfang der 80er Jahre gesundheitliche Folgeschäden bei Aborigines und Armeebediensteten zeigten, wurde das Gebiet nochmals untersucht und die verstrahlten Erdschichten schließlich zwischen 1996 und 2000 auf mehreren tausend Quadratmetern Fläche komplett abgetragen.
Bereits in den 1960er-Jahren hatte eine Bewegung eingesetzt, die den australischen Ureinwohnern mehr Rechte und schließlich auch Nutzungsrechte an ihrem angestammten Land, den Native Title, zugestand. Aber erst in den späten 70ern erreichten die Pitjantjatjaras nördlich von Maralinga konkrete Zusagen, die 1981 im Anangu Pitjantjatjara Yankunytjatjara Land Rights Act mit der Gründung eines eigenen Verwaltungsgebiets umgesetzt wurde. 1984 trat der Maralinga Tjarutja Land Rights Act in Kraft (vergleichbar mit ALRA im Northern Territory), der auch den etwa 100 verbliebenen Aborigines weiter südlich, den Yalata und Maralinga, die Selbstverwaltung und das Landeigentum sicherte. 1994 wurde es schließlich gemäß dem South Australian Local Government Grants Act zu einer von fünf Local Government Areas mit Sonderstatus.

## Oak Valley
Ein Jahr nachdem die Maralinga Tjarutja Lands festgeschrieben worden waren, wurde inmitten des Gebiets als Zentrum der Community Oak Valley gegründet. Es ist heute die einzige Siedlung in der LGA und dort befindet sich neben dem Verwaltungssitz eine Schule, eine Krankenstation, eine Altenpflegeeinrichtung, ein Einkaufsladen und ein Sonnenkraftwerk. Oak Valley liegt weitgehend isoliert im Outback weit entfernt von der Trans-Australian Railway im Süden und dem Anne Beadell Highway, einer unbefestigten Straße, die Coober Pedy mit Laverton verbindet. Die nächstgelegene Siedlung ist der etwa 140 km südlich liegende Ort Cook an der Eisenbahnlinie.

## Verwaltung
Gemäß dem Maralinga Tjarutja Land Rights Act wird das Gebiet von einem Council repräsentiert, der aus den "Anführern der traditionellen Landeigentümer" besteht. Die Zusammensetzung veränderte sich mit der Zeit und 2005 bestand er aus acht Personen, zwei Vertretern der Tjuntjuntjara, die aus dem Gebiet des Mamungari Conservation Parks und Gebieten westlich davon stammen, zwei Vertretern aus der Gegend um Coober Pedy, zwei Vertretern aus dem Gebiet um Indulkana, das zu Anangu Pitjantjatjara Yankunytjatjara gehört, und zwei Vertretern aus Oak Valley.